# Hugo Riemann
Karl Wilhelm Julius Hugo Riemann (18 de julho de 1849, GroßMehlra perto de Sondershausen – 10 de Julho de 1919, Leipzig) foi um musicólogo, historiador da música e pedagogo musical alemão.

## Biografia
Hugo Riemann recebeu sua primeira formação musical de seu pai, o alto funcionário Robert Riemann, um aficionado musical que havia composto canções, algumas obras corais e uma ópera, Bianca Siffredi. Ele fez seus primeiros estudos teóricos ao lado do mestre de capela Heinrich Frankenberger, antes de seguir o curso de August Bartel, de Hartleb e de um aluno de Liszt, Theodor Ratzenberger. Ele freqüentava o Gymnasium de Sondershausen e de Arnstadt, desse modo, na escola monástica de Roßleben, onde ele obteve uma sólida formação intelectual, estudando línguas e literatura clássica.
Em 1868, Riemann começa a estudar Direito, História e Literatura Alemã em Berlin, onde o historiador Wihelm Scherer o incita a se consagrar na Estética, antes de perseguir no ano seguinte seus estudos em Tübingen, onde ele seguiu o curso de filosofia com Christoph von Sigwart, de história com Julius Weizsäcker, de história da arte com B. von Kugler e de estética com Karl Reinhold Köstlin. Ele descobriu então duas obras que lhe foram de grande importância: Die Natur der Harmonik und der Metrik de Moritz Hauptmann e Die Lehre von der Musik (1863) de Hermann von Helmholtz. Em 1870, ele apareceu sob um pseudônimo em seu priemeiro artigo, muito teórico sobre Richard Wagner e Gaspare Spontini na Neue Zeitschrift für Musik. Ele será seguido em 1872 de outros ensaios de teoria musical, sob o nome de Hugibert Ries.
Após sua experiência da guerra franco-alemã, ele decidiu dedicar definitivamente sua vida à música e empreendeu estudos no conservatório e na universidade de Leipzig, onde ele teve, dentre outros professores, Ernst Friedrich Richter (teoria musical), Carl Reinecke (composição) e o hegeliano Oskar Paul (história da música). Rejeitada por este último, sua dissetação Über das musikalische Hören teve uma aceitação favorável na universidade de Göttingen ao lado do filósofo Rudolf Hermann Lotze e do musicólogo Eduard Krüger. Em 30 de novembro de 1873, ele obteve o título de doutor e filósofo.
Ele se estabeleceu então em Bielefeld, onde ensinou piano durante alguns anos, publicando igualmente alguns ensaios pedagógicos sobre o piano, a sintaxe musical e a harmonia, e, onde, em 1876, se casa com Elisabeth Berteksmann, vinda de uma família de industriais, com quem ele terá cinco filhos. No outono de 1878, Riemann obteve sua habilitação na Universidade de Leipzic com uma tese sobre a história da notação musical sob a direção de Philipp Spitta, o qual buscava a encorajá-lo, por consequência. Sua situação profissional não se encontrava, portanto, consolidada e a carreira universitária à qual aspirava não foi aberta no curso do ano que se seguiu. Após ter, durante dois anos, dado alguns cursos, como mestre de conferências, de Leipzig, ele aceitou exercer durante algum tempo um modesto emprego de chefe de coro e professor de música em Bromberg. Em 1881, ele obteve um cargo no conservatório de Hamburgo, onde ele assumira uma classe de piano e todas as matérias teóricas. No conservatório principesco de Sondershausen, onde ele ensinou durante três meses em 1890, ele teve como aluno Max Reger. Este último o seguiu, quando foi nomeado no conservatório de Wiesbaden. Hans Pfitzner seguirá durante algum tempo seus ensinamentos.
Em 1895, Riemann retorna definitivamente à Leipzig, onde tornou-se professor extraordinário em 1901, e depois regular em 1905. Em 1908, ele pegou a direção do Collegium Musicum, instituto de ciências musicais o qual foi por ele mesmo fundado. Membro honorário da Académie Sainte-Cécile de Roma em 1887, da Académie royale de Florence em 1894 e da Musical Association de Londres em 1900. Riemann foi nomeado professor honorário da universidade de Edimbourg em 1899. Enfim, sua última função será de diretor do Instituto de pesquisa em ciências musicais do estado de Saxe (Staatliches sächsisches Forschungsinstitut für Musikwissenschaft) em 1914.
Em 1905, ouviu-se as primeiras execuções realizadas pelo Collegium Musicum das partituras de música barroca e clássica editadas por Hugo Riemann.
A partir de 1903, Riemann reduziu fortemente sua atividade de compositor, mas foi até o fim com a persistência de sua imensa obra teórica.

## Trabalhos
Ainda além de seu trabalho como professor e compositor de trechos pedagógicos, Riemann se beneficiou de uma reputação mundial como teórico da música. Suas obras mais célebres são o Musiklexikon, um dicionário universal da música e de músicos; o Handbuch der harmonielehre, um trabalho sobre o estudo da harmonia; e o Lehrbuch dês Contrapunkts, obra de mesmo tipo sobre o contraponto. Uma de suas invenções, o Tonnetz, é o acestral da ideia moderna do pitch space.
Ele é autor de numerosos outros trabalhos, os quais testemunhavam seu conhecimento enciclopédico da música dentro de todas as suas disciplinas. Autoridades musicais do mundo inteiro o consideram como um referência incontestável.
- Musikalische Logik. Hauptzüge der physiologischen und psychologischen Begründung unseres Musik-systems (Leipzig, 1873); zugleich als Dissertation Über das musikalische Hören (1874)
- Die Hülfsmittel der Modulation (Kassel, 1875)
- Die objective Existenz der Untertöne in der Schallwelle (Kassel, 1875)
- Vademecum für den ersten Klavierunterricht (Leipzig, 1876)
- Musikalische Syntaxis. Grundriß einer harmonischen Satzbildungslehre (Leipzig, 1877)
- Studien zur Geschichte der Notenschrift (Leipzig, 1878)
- Skizze einer neuen Methode der Harmonielehre (Leipzig, 1880); ab der zweiten Auflage 1887 als Handbuch der Harmonielehre
- Die Entwickelung unserer Notenschrift (Leipzig, 1881)
- Musik-Lexikon (Leipzig, 1882); fertiggestellt und bearbeitet von Alfred Einstein (Berlin, 9. Auflage 1919-11. Auflage 1929); als Riemann-Musik-Lexikon, 5 Bände, herausgegeben von Wilibald Gurlitt, Hans Heinrich Eggebrecht und Carl Dahlhaus (Mainz, 12. Auflage 1959-1975)
- Die Natur der Harmonik (Leipzig, 1882)
- Elementar-Musiklehre (Hamburg, 1883)
- Neue Schule der Melodik (Hamburg, 1883)
- Vergleichende theoretisch-praktische Klavier-Schule, 3 Teile (Hamburg/St. Petersburg, 1883), vierte Auflage 1912 in Leipzig als Vergleichende Klavierschule
- Der Ausdruck in der Musik (Leipzig, 1883)
- Musikalische Dynamik und Agogik (Hamburg/St. Petersburg/Leipzig, 1884)
- Praktische Anleitung zum Phrasieren (Leipzig, 1886), mit C. Fuchs
- Opern-Handbuch (Leipzig, 1887-[1893])
- Systematische Modulationslehre als Grundlage der musikalischen Formenlehre (Hamburg, 1887)
- Katechismus der Musik (Allgemeine Musiklehre) (Leipzig, 1888), ab der 5. Auflage als Allgemeine Musiklehre (Handbuch der Musik)
- Katechismus der Musikgeschichte, 2 Teile (Leipzig 1888, 1889), ab der 5. Auflage 1914 als Abriß der Musikgeschichte
- Katechismus der Musikinstrumente (Instrumentationslehre) (Leipzig, 1888), ab der 5. Auflage als Handbuch der Musikinstrumente
- Katechismus der Orgel (Leipzig, 1888), ab der 4. Auflage als Handbuch der Orgel
- Katechismus des Klavierspiels (Leipzig, 1888), ab der 5. Auflage 1916 als Handbuch des Klavierspiels
- Lehrbuch des einfachen, doppelten und imitierenden Kontrapunkts (Leipzig, 1888)
- Wie hören wir Musik? Drei Vorträge (Leipzig, 1888)
- Katechismus der Kompositionslehre, 2 Teile (Leipzig, 1889), ab der 2. Auflage 1897 als Grundriß der Kompositionslehre
- Katechismus des Generalbaß-Spiels (Leipzig, 1889), ab der 2. Auflage 1903 als Anleitung zum Generalbaß-Spielen
- Katechismus des Musik-Diktats (Leipzig, 1889), ab der 4. Auflage 1916 als Handbuch des Musik-Diktats
- Katechismus der Fugen-Komposition, 3 Teile, Teile 1 und 2: Analyse von Johann Sebastian Bachs «Wohltemperiertem Klavier» (Leipzig, 1890/91), ab der 3. Auflage 1914-1916 als Handbuch der Fugen-Komposition, Teil 3: Analyse von Johann Sebastian Bachs «Kunst der Fuge» (Leipzig, 1894), ab der 2. Auflage 1917 als dasselbe
- Katechismus der Harmonielehre (Leipzig, 1890), ab der 2. Auflage 1900 als Katechismus der Harmonie- und Modulationslehre, ab der 5. Auflage 1913 als Handbuch der Harmonie- und Modulationslehre
- Katechismus der Musik-Ästhetik (Wie hören wir Musik?) (Leipzig, 1890), ab der 2. Auflage 1903 als Wie hören wir Musik? Grundlinien der Musik-Ästhetik
- Katechismus der Phrasierung (Leipzig, 1890) mit C. Fuchs, ab der 2. Auflage 1900 als Vademecum der Phrasierung, in der 8. Auflage als Handbuch der Phrasierung
- «Katechismus der Akustik (Musikwissenschaft)». (Leipzig, 1891), ab der 2. Auflage 1914 als Handbuch der Akustik
- Katechismus der Gesangskomposition (Leipzig, 1891), die 3. Auflage 1921 als Handbuch der Gesangskomposition
- Vereinfachte Harmonielehre (London/New York, 1893)
- Präludien und Studien, 5 Bände, Band 1 (Frankfurt/Main, 1895), Band 2/3 (Leipzig, 1900/1901), Band 4/5 Druck in Vorbereitung (herausgegeben von Robert Schmitt-Scheubel/Rudolph Stephan/Helga de la Motte-Haber)
- Notenschrift und Notendruck (Leipzig, 1896)
- Geschichte der Musiktheorie im IX.-XIX. Jahrhundert (Berlin, 1898)
- Die Elemente der musikalischen Ästhetik (Berlin/Stuttgart, 1900)
- Epochen und Heroen der Musikgeschichte, in: Spemanns goldenes Buch der Musik, herausgegeben unter Mitwirkung von K. Grunsky u. a. (Berlin/Stuttgart, 1900)
- Geschichte der Musik seit Beethoven (1800-1900) (Berlin/Stuttgart, 1900)
- Anleitung zum Partiturspiel (Leipzig, 1902)
- Große Kompositionslehre, 3 Bände, Band 1: Der homophone Satz (Berlin/Stuttgart, 1902), Band 2: Der polyphone Satz (Berlin/Stuttgart, 1903), Band 3: Der Orchestersatz und der dramatische Gesangstil (Stuttgart, 1913)
- Katechismus der Orchestrierung (Leipzig, 1902), ab der 3. Auflage 1919 als Handbuch der Orchestrierung
- System der musikalischen Rhythmik und Metrik (Leipzig, 1903)
- Handbuch der Musikgeschichte, 2 Bände in 5 Teilen, Teil 1,1: Die Musik des klassischen Altertums (Leipzig, 1904), Teil 1,2: Die Musik des Mittelalters (Leipzig, 1905), Teil 2,1: Das Zeitalter der Renaissance (Leipzig 1907), Teil 2,2: Das Generalbasszeitalter (Leipzig, 1912), Teil 2,3: Die Musik des 18. und 19. Jh. (Leipzig, 1913)
- Elementar-Schulbuch der Harmonielehre (Leipzig, 1906)
- Normal-Klavierschule für Anfänger (Leipzig, 1906)
- Verloren gegangene Selbstverständlichkeiten in der Musik des 15.-16. Jh. (Langensalza, 1907)
- Grundriß der Musikwissenschaft (Leipzig, 1908)
- Kleines Handbuch der Musikgeschichte (Leipzig, 1908)
- Johannes Brahms und die Theorie der Musik (München, 1909)
- Spontane Phantasietätigkeit und verstandesmäßige Arbeit in der tonkünstlerischen Produktion (Leipzig, 1909)
- Studien zur byzantinischen Musik, 2 Teile, Teil 1: Die byzantinische Notenschrift im 10. bis 15. Jh. (Leipzig, 1909), Teil 2: Neue Beiträge zur Lösung der Probleme der byzantinischen Notenschrift (Leipzig 1915)
- Die Beck-Aubry`sche «modale Interpretation» der Troubadourmelodien, in SIMG 11, 1909/1910
- Beethovens Prometheus-Musik. Ein Variationenwerk, in: Die Musik 9, 1909/10
- «Basso ostinato» und «Basso quasi ostinato», in: Festschrift R. von Liliencron, 1910
- Beethovens Streichquartette (Berlin/Wien, 1910)
- Johann Stamitzs Melodik, in: Neue Musik-Zeitung 31, 1910
- Kompendium der Notenschriftkunde (Regensburg, 1910)
- 6 Streichquartette von Franz Xaver Richter, in: Blätter für Haus- und Kirchenmusik 15, 1910/1911
- John Playford`s Division Violin und Michel Farinelli`s Folies d`Espagne, in: Die Musik 10, 1910/1911
- Wann machte Händel die Bekanntschaft Steffanis?, in: Merker 2, 1910/1911
- Giebt es Doppel-Harmonien?, in: Festschrift F. Pedrell, Tortosa, 1911
- Der «Basso ostinato» und die Anfänge der Kantate, in: SIMG 13, 1911/12
- Stumpf's «Konkordanz und Dikordanz», in: ZIMG 13, 1911/1912
- Tonhöhenbewußtsein und Intervallurteil, in: ZIMG 13, 1911/1912
- Musikgeschichte in Beispielen (Leipzig, 1912)
- Die rhythmische Struktur der Basses dances der Handschrift 9085 der Brüsseler Kgl. Bibliothek, in: SIMG 14, 1912/1913
- Eine siebensätzige Tanzsuite von Monteverdi vom J.1607, in: SIMG 14, 1912/1913
- Die Taktfreiheiten in Brahms` Liedern, in: Die Musik 12, 1912/1913
- Τε Τα Τη Τω und NoEANe, in: ZIMG 14, 1912/1913
- Γιγνόμενον und Γεγονός beim Musikhören. Ein aristoxenischer Beitrag zur modernen Musikästhetik (Berlin, 1913)
- Gedehnte Schlüsse im Tripeltakt der Altklassiker, in: ZIMG 15, 1913/14
- Das begleitete Kunstlied im 14. Jh., 1914/1915
- Ideen zu einer «Lehre von den Tonvorstellungen», in: JbP 21/22, 1914/15
- Folkloristische Tonalitätsstudien, Teil 1: Pentatonik und tetrachordale Melodik (Leipzig, 1916)
- Neue Beiträge zu einer Lehre von den Tonvorstellungen, in:JbP 23, 1916
- L. van Beethovens sämtliche Klavier-Solosonaten, 3 Teile (Berlin, 1918, 1919, 1919)
- Die Phrasierung im Lichte einer Lehre von den Tonvorstellungen, in: ZfMw 1, 1918/19